# Гейнс (Мічиган)
Гейнс (англ. Gaines) — селище (англ. village) в США, в окрузі Дженесі штату Мічиган. Населення — 377 осіб (2020).

## Географія
Гейнс розташований за координатами 42°52′21″ пн. ш. 83°54′40″ зх. д. / 42.87250° пн. ш. 83.91111° зх. д. (42.872553, -83.911071).  За даними Бюро перепису населення США в 2010 році селище мало площу 0,96 км², уся площа — суходіл.

## Демографія
Згідно з переписом 2010 року, у селищі мешкало 380 осіб у 154 домогосподарствах у складі 98 родин. Густота населення становила 394 особи/км².  Було 171 помешкання (178/км²).
Расовий склад населення:
| - 97,9 % — білих - 0,5 % — корінних американців - 0,3 % — чорних або афроамериканців |

До двох чи більше рас належало 1,1 %. Частка іспаномовних становила 1,8 % від усіх жителів.
За віковим діапазоном населення розподілялося таким чином: 26,6 % — особи молодші 18 років, 61,3 % — особи у віці 18—64 років, 12,1 % — особи у віці 65 років та старші. Медіана віку мешканця становила 38,5 року. На 100 осіб жіночої статі у селищі припадало 101,1 чоловіків;  на 100 жінок у віці від 18 років та старших — 105,1 чоловіків також старших 18 років.
Середній дохід на одне домашнє господарство  становив 46 128 доларів США (медіана — 37 917), а середній дохід на одну сім'ю — 55 862 долари (медіана — 55 192). Медіана доходів становила 47 708 доларів для чоловіків та 24 722 долари для жінок. За межею бідності перебувало 17,4 % осіб, у тому числі 36,6 % дітей у віці до 18 років та 0,0 % осіб у віці 65 років та старших.
Цивільне працевлаштоване населення становило 170 осіб. Основні галузі зайнятості: освіта, охорона здоров'я та соціальна допомога — 25,3 %, виробництво — 11,2 %, мистецтво, розваги та відпочинок — 10,6 %.